# Bahnhof Tiefpfad

Der Bahnhof Tiefpfad war eine Betriebsstelle der linken Rheinstrecke. Die Blockstelle war zeitweise auch ein Überholbahnhof und wies nie Personenverkehr auf.

## Geografische Lage
Die Betriebsstelle Tiefpfad lag an Streckenkilometer 59,290 der zweigleisigen linken Rheinstrecke am Bahnübergang der Cöln-Mainzer Staatsstraße, der heutigen Bundesstraße 9, auf dem Gebiet der heutigen Stadt Bad Breisig im Landkreis Ahrweiler in Rheinland-Pfalz.

## Geschichte
Bereits Anfang des 20. Jahrhunderts war der Abschnitt der linken Rheinstrecke zwischen den Bahnhöfen Sinzig und Niederbreisig durch die Blockstelle Tiefpfad in zwei Blockstrecken geteilt.
Die französische Besatzungsmacht ordnete nach dem Zweiten Weltkrieg alle Bahnstrecken im nördlichen Teil ihrer Besatzungszone der Eisenbahndirektion Mainz zu. Dazu gehörte auch Blockstelle Tiefpfad.
Die Deutschen Bundesbahn baute die Blockstelle zu einem Überholbahnhof aus, der neben den beiden durchgehenden Hauptgleisen jeweils ein außen liegendes, seitenrichtiges Überholgleis umfasste. Der Bahnhof ging im August 1954 mit dem vom Stellwerksturm am nördlichen Bahnhofskopf aus gesteuerten, aus 18 Stelleinheiten bestehenden Relaisstellwerk Tf der Bauform Dr S 2 in Betrieb. Der Bahnhof war mit einem Fahrdienstleiter besetzt.
Bei der Elektrifizierung der linken Rheinstrecke 1958/1959 wurde auch der Bahnhof Tiefpfad elektrifiziert, wobei die Bahnhofsgleise von Querfeldern überspannt wurden.
1963 wurden die beiden Überholgleise zurückgebaut und der Bahnhof zunächst wieder in eine Blockstelle umgewandelt. Schon zu diesem Zeitpunkt plante die Deutsche Bundesbahn, die Signale der Blockstelle durch Selbstblocksignale zu ersetzen.
Mit der schrittweisen Auflösung der Bundesbahndirektion Mainz in den Jahren 1971/72 fiel die Zuständigkeit für die Blockstelle zum 1. Juni 1971 an die Bundesbahndirektion Köln.
Tiefpfad gehörte 1975 zur Dienststelle Bahnhof Remagen. 1976 wurde Tiefpfad mit der Inbetriebnahme eines neuen Stellwerks im Bahnhof Sinzig als Betriebsstelle aufgegeben und stattdessen Selbsblocksignale in Betrieb genommen, wodurch die Arbeitsplätze des Stellwerks Tiefpfad weg fielen. Das Stellwerksgebäude wurde zurückgebaut.